# Calvino (cráter)
Calvino es un cráter de impacto de 67 km de diámetro del planeta Mercurio. Debe su nombre al escritor italiano Italo Calvino (1923-1985), y su nombre fue aprobado por la  Unión Astronómica Internacional en 2009.